# Heidi Kabel
Heidi Bertha Auguste Kabel (Hamburgo, 27 de agosto de 1914 – Hamburgo, 15 de junho de 2010) foi uma atriz e música alemã.